# Gédéon Ouimet

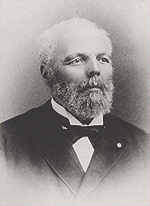
Gédéon Ouimet

Gédéon Ouimet (* 2. Juni 1823 in Sainte-Rose (heute ein Stadtteil von Laval (Québec)); † 23. April 1905 in Saint-Hilaire) war ein kanadischer Politiker. Er war der zweite Premierminister der Provinz Québec und regierte vom 27. Februar 1873 bis zum 22. September 1874. Während dieser Zeit war er Vorsitzender der Parti conservateur du Québec. Von 1895 bis zu seinem Tod gehörte er dem Legislativrat von Québec an.

## Biografie
Gédéon Ouimet wurde als 26. Kind eines Bauern geboren. 1834 kam er an das Séminaire de Saint-Hyacinthe und setzte die Schulausbildung 1837 am Petit Séminaire de Montréal fort. Er studierte anschließend Jura und erhielt 1844 die Zulassung als Rechtsanwalt.
Ouimet eröffnete anschließend in Saint-Michel-de-Vaudreuil eine Anwaltskanzlei. 1850 heiratete er Marie-Jeanne Pellan, mit der er die Familientradition des Kinderreichtums fortsetzte – sieben ihrer Kinder erreichten das Erwachsenenalter. In den Jahren 1852 bis 1854 amtierte Ouimet in seinem Dorf als Bürgermeister. Anschließend stieg er in Montreal als Partner einer bestehenden Kanzlei ein, schrieb Artikel für die juristische Fachpublikation Lower Canada Jurist und wurde Mitglied der Liberal-konservativen Partei. Ouimet trat 1858 zu den Wahlen zum Unterhaus der Provinz Kanada an und konnte sich im Wahlbezirk Beauharnois durchsetzen. In den folgenden Wahlen von 1861 verlor er jedoch und wandte sich wieder gänzlich seiner anwältlichen Tätigkeit zu, die er auch während seiner Parlamentszeit nie vollständig aufgegeben hatte. Zu den ersten Wahlen zur Nationalversammlung von Québec im Jahr 1867 trat Ouimet als Kandidat der Parti conservateur du Québec an und wurde per Akklamation im Wahlbezirk Deux-Montagnes gewählt. Pierre-Joseph-Olivier Chauveau, erster Premierminister Québecs, nahm ihn als Attorney General in die Provinzregierung auf. In dieser Position übte er einen großen Einfluss auf die Gesetzgebung aus.
Am 27. Februar 1873 trat Ouimet schließlich Chauveaus Nachfolge an. Er übernahm auch den Parteivorsitz und übte parallel dazu das Amt des Bildungsministers aus. Zunächst versuchte er, die Politik seines Vorgängers fortzusetzen, doch bereits im folgenden Jahr wurde er in den Tanneries-Skandal verwickelt. Der Nachfolger Ouimets als Attorney General, George Irvine, und der Sprecher des Legislativrates, John Jones Ross, traten zurück. Unwillig, sich der Mühe zu unterziehen, innerhalb der englischsprachigen Minderheit nach Nachfolgern für die Zurückgetretenen zu suchen und seine in die Affäre verstrickten französischsprachigen Minister zu entlassen, wollte Ouimet erst die Rückkehr seines Schatzmeisters Joseph Gibb Robertson abwarten. Dessen dann ebenfalls erfolgter Rücktritt veranlasste ihn am 22. September 1874 endgültig zur Aufgabe seines Amtes, sein Nachfolger wurde Charles-Eugène Boucher de Boucherville.
Ouimet verblieb als Abgeordneter im Parlament und übte erneut seinen erlernten Beruf aus. Bei den Wahlen von 1875 trat er wiederum für den Wahlbezirk Deux-Montagnes an und konnte durch seinen Sieg den Verbleib im Parlament sichern. Der mit der Untersuchung des Tanneries-Skandals betraute Richter sprach ihn persönlich von jeder Schuld frei. Ouimet wurde mit der Funktion des Superintendenten im Conseil de l'instruction (engl. Council of Public Instruction), dem für die staatlichen Schulen zuständigen Rat, betraut. 1895 bewilligte die Provinzregierung seinen Wunsch, aus Altersgründen aus diesem Amt auszuscheiden, er blieb jedoch Mitglied des Rates.
Ouimet wurde im selben Jahr Mitglied des Legislativrates, sein Vorgänger nahm nun seine alte Position des Superintendenten ein. Ouimet starb 1905 81-jährig nach langer Krankheit im Haus seines Sohnes Gustave und wurde auf dem Friedhof Notre-Dame-des-Neiges in Montreal beigesetzt.